# Акила Синопський
Акила (Аквіла) Синопський (лат. Aquila; Аквіла Понтелій або Понтійський; II століття н. е.) — уродженець Понта, прозеліт юдейства; автор перекладу Старого Завіту грецькою мовою (праця закінчена на 12 році правління Адріана, в 129 році; зберігся лише у фрагментах). Його переклад відповідає масоретському тексту, а не тому, що ліг в основу Септуагінти. Біблійний переклад Аквіли був включений Оригеном у звід текстів «Гексапла» (бл. 245 року).

## Життєпис
Єпіфаній у своєму творі «Про міри та ваги» («De mensuris et ponderibus», гл. XIII—XVI) стверджував, що він був родичем імператора Адріана, який найняв його у відновленому Єрусалимі (колонія Елія Капітоліна), і що він був навернений у християнство, але, будучи викритий в практикуванні язичницької астрології, звернувся до юдаїзму. Повідомляється також, що він був учнем рабина Аківи і, можливо, згаданий у єврейських писаннях як עקילס (Аквіла).

## Переклад Старого Заповіту
Версія перекладу Аквіли, як вважається, використовувалася як частина Септуагінти при богослужіннях в синагогах. Християни звичайно невисоко оцінювали його переклад, стверджуючи, що він неправильно переклав ті частини тексти, де говорилося про прихід Месії, але Ієронім і Ориген хвалили його роботу; Оріген включив її в свою «Гексапла» третім стовпчиком з шести (гекса). Цей переклад високо цінувався юдеями внаслідок його буквальності, хоча саме через це він часто опинявся незрозумілим для читачів, що не знали єврейської мови. Буквалізм Аквіли доходив до того, що він зберігав навіть єврейський синтаксис, просто передаючи його грецькими словами.
Згідно з переказами, збереженим у св.Іренея Ліонського і св.Єпіфанія Кіпрського, Акила був греком і походив із Синопа Понтійського. Імператор Адріан, котрому Акіла доводився родичем, доручив йому вести будівництво роботи в зруйнованому Єрусалимі. Тут Акила нібито навернувся в християнство, а потім прийняв юдаїзм. Однак, за свідченням блаженного Єроніма, він ще раніше став прозелітом юдаїзму і навчався у танная АКІБ. Задум Акили — спочатку переглянути переклад LXX, а потім і взагалі запропонувати новий грецький переклад Старого Заповіту, мабуть, з метою послабити вплив Септуагінти, котра стала Біблією новозавітньої Церкви. В ту епоху Танна прагнули створити монолітну систему віровчення і практики, котрі б виключали будь-які різнодумства. Тому переклад Акили був зроблений як підрядник, мало зважає на закони грецької мови. Праця Акили зберіглася тільки в уривках у отців Церкви і у вигляді фрагмента, знайденого в Каїрській генизі (1897). Деякі святі мужі звинувачували Акилу в спотворенні месіанських місць Писання, в той час як блаженний Ієронім ставився до роботи Акили більш доброзичливо. Однак, коли перекладач передавав слово алма (Іс 7:14) як mneaniV (молода жінка), він, очевидно, не просто прагнув до буквалізму, але приховано полемізував з християнськими тлумачами, які вбачали в перекладі LXX — mparqўenoV (діва) — пророцтво про Христа.